# Ubá
Ubá är en stad och kommun i östra Brasilien och ligger i delstaten Minas Gerais. Kommunens befolkning uppgick år 2014 till cirka 110 000 invånare.

## Administrativ indelning
Kommunen var år 2010 indelad i fyra distrikt:
- Diamante de Ubá
- Miragaia
- Ubá
- Ubari